# Joe Byrd
Joe Byrd (21. května 1933 Chuckatuck, Virginie, USA – 6. března 2012 Edgewater, Maryland, USA) byl americký jazzový kytarista a kontrabasista. Pocházel z hudební rodiny, jeho otec byl kytarista a bratr Charlie stejně tak. Mimo svého bratra spolupracoval například i se Stanem Getzem. Spolu s bratrem Charliem a Getzem nahrál v roce 1962 album Jazz Samba, které se stalo hitem číslo jedna podle časopisu Billboard.
Zemřel v nemocnici na následky autonehody ve věku 78 let.